# Bremer Freiheit
Bremer Freiheit ist das sechzehnte Bühnenstück des deutschen Autors, Darstellers und Filmregisseurs Rainer Werner Fassbinder aus dem Jahr 1971, das im selben Jahr am Schauspielhaus Bremen vom Bremer Ensemble uraufgeführt wurde.
Unter dem Titel Bremer Freiheit (Untertitel: Frau Geesche Gottfried - Ein bürgerliches Trauerspiel) lief auch die Verfilmung des Bühnenstücks unter Regie des Autors Fassbinder und seines Kameramanns Dietrich Lohmann, dargestellt von Mitgliedern des antitheaters. Dabei wurden Spielelemente übernommen, die Fassbinder mit dem Ensemble des Bremer Schauspielhauses entwickelt hatte. Produziert wurde der Film von Telefilm Saar im Auftrag des Saarländischen Rundfunks. Gedreht wurde er in 9 Tagen im September 1972. Die erste Ausstrahlung lief am 27. Dezember 1972 bei Südwest 3. Die Kosten für den Film beliefen sich auf ca. 240.000 DM.

## Handlung
Die Handlung des Fernsehspiels basiert auf Fassbinders Bühnenstück, das sich an einem authentischen Fall der Bremer Stadtgeschichte orientiert: Gesche Gottfried (bei Fassbinder Geesche) gilt unter ihren Mitbürgern als ehrbare und gottesfürchtige Frau. Im Jahr 1831 wird sie jedoch wegen fünfzehnfachen Mordes, begangen an ihren Eltern, Kindern, Ehemännern und anderen Personen, öffentlich hingerichtet.
Fassbinders Geesche ist eine selbstbewusste Frau, der das eigenständige Denken, Leben und Lieben von ihrer Umwelt nicht zugestanden wird.

„Der Mann, den ich in meinem Herzen haben möchte – wie der gemacht sein muss, will ich dir sagen, Johann: Der Mann muss akzeptieren, dass die Frau Verstand in ihrem Kopf hat und Vernunft! Kann sein, dass dieser Mann noch nicht geboren ist. So werd’ ich mich enthalten können.“

Ihren ersten Mann vergiftet Geesche, weil er sie wie eine Sklavin tyrannisiert. Geesche sehnt sich nach einer liebevollen Ehe und ist glücklich, als der von ihr geliebte Gottfried die Geschäfte ihrer Sattlerei übernimmt. Geesches Mutter (im Film gespielt von Fassbinders Mutter) macht ihr schwere Vorhaltungen aufgrund ihrer Ansichten und der trauscheinlosen Beziehung zu Gottfried. Darum erhält auch die Mutter Gift. Die beiden Kinder aus erster Ehe werden vergiftet, weil Gottfried sagt, er könne sich kein Kind mit ihr vorstellen, das zwischen den Kindern eines anderen aufwächst. Als Geesche von Gottfried schwanger ist und sich die Heirat wünscht, bekommt sie nur Demütigungen zur Antwort. Verzweifelt gibt sie auch ihm Gift – ringt aber dem Sterbenden noch das gewünschte Jawort ab.
Danach folgt ein Mord auf den anderen: Der Vater, weil er Geesche den Neffen zum Geschäftsführer und Ehemann aufzwingen will; ihr alter Freund Zimmermann, als er eine Schenkung von ihr zurück erpresst; ihr Bruder Johann, weil er ihr die Geschäftsführung entreißen und sie zurück in die Hausfrauenrolle zwingen will; ihre Freundin Luisa, als Geesche zufrieden von ihrer Freiheit schwärmt, und Luisa Geesches Leben verständnislos als Hölle bezeichnet. Erst ihrem Freund Rumpf fällt auf, dass Geesche Pillen in seinen Kaffee gibt. Er lässt sie von der Polizei analysieren.
Fassbinder konzentriert sich in seinem Film auf die Figur der Giftmörderin (Margit Carstensen) und die sozialen und psychologischen Hintergründe, die zu ihren Taten führten. Er zeigt Gesche Gottfried als eine Frau, die in den Missverhältnissen einer Männergesellschaft keine andere Möglichkeit zur Befreiung und Selbstverwirklichung sah, als durch Mord.

## Hintergrund
Nach Ingrid Caven, der damaligen Frau Fassbinders, ist das Stück in einem Café gegenüber dem Hotel de l’Univers in Paris entstanden, wo Fassbinder am Wochenende 1970/1971 häufig mit ihr hinfuhr. Er stand früh auf, wählte Musik aus dem Automaten und schrieb dort den ganzen Tag. Er probierte mit ihr auch im Café einzelne Szenen, bevor er sie niederschrieb.
Co-Regisseur und Kameramann Dietrich Lohmann sagt nach erneutem Anschauen der Verfilmung von Bremer Freiheit:

„Da haben wir beide, ohne zu ahnen, was auf uns zukam, mit einer elektronischen Kamera und einer blue box gearbeitet. Wenn man heute das Ergebnis sieht, ist das hochanständig, sehr innovativ, und vor allem sehr künstlerisch. (...) Es gibt ganz wenige Regisseure, die einem Kameramann Mut machen und sagen, trau dich doch, wir machen das jetzt mal etwas anders, wir gehen mal einen Schritt weiter. Aus dieser Haltung heraus ist vieles entstanden bei Fassbinder.“

Fassbinder, dazu befragt, ob er meint, dass Bremer Freiheit etwas über die Frauenbewegung aussagt, antwortet:

„Sicher sagt das was über die Frauenbewegung aus, weil die Möglichkeiten, zu denen Frauen greifen, wenn sie sich emanzipieren wollen, sind halt sehr beschränkt. Ich mein, die Gesellschaft, in der wir alle leben, ist eine von Männern gemachte Gesellschaft, in der die Frauen nur so 'ne Wehrmechanismen haben, die ihnen natürlich auch 'ne gewisse Macht gibt, auch 'ne große Macht innerhalb der Familie gibt. Aber das sind alles kranke Verhältnisse, ich mein, das ist alles nicht sehr gesund, ganz bestimmt nicht.“

Auf die Frage, ob Geesche Gottfried nicht ebenso wie Whity im gleichnamigen Film symbolisch gesehen nach der Tat in der Wüste endet, antwortet Fassbinder:

„Natürlich ist Bremer Freiheit kein einfaches Emanzipationsstück, sondern wendet sich auch gegen die Emanzipation, die normalerweise praktiziert wird. Auf der anderen Seite meine ich, dass der Mord, den sowohl Geesche als auch Whity begehen, in Wirklichkeit der Versuch ist, sich zur Wehr zu setzen. Das ist nur nicht die richtige Art, und hier muss die Aufklärung einsetzen. Man muss den Leuten zeigen, wie sie sich wehren können, ohne dabei in der Wüste zu landen. Weder Geesche noch Whity können danach weiterleben, und deshalb haben sie sich nicht befreit, sondern haben gegen ihre eigene Befreiung gehandelt. Übrigens, Emanzipation ist halt nicht nur ein Frauenproblem, sondern gilt für alle. Mich irritiert dieses ewige Geschwätz von der Frauenemanzipation. Es dreht sich überhaupt nicht um die Frage, Frauen gegen Männer, sondern Arme gegen Reiche, Unterdrückte gegen Unterdrücker. Und da gibt's genauso viele unterdrückte Männer wie Frauen.“

„Fassbinder geht es nicht um den Kriminalfall. Er zeigt zwar immer, wie das Gift gereicht wird (in einer nahezu rituellen, von Klaviermusik untermalten Szene), aber nur zweimal die unmittelbare Folge: das Sterben. Auch die Hinrichtung der Geesche spart Fassbinder aus. Fassbinder interessiert sich allein für das Motiv der Mörderin.“

## Kritiken
- Der Spiegel, 13. Dezember 1971: Keim zum Bösen
- Süddeutsche Zeitung, 8. November 1973 (B. Weidinger): Das Aufbegehren einer Unterdrückten.
- Die Welt, 8. November 1973 (H. Ziermann): Kalter Kaffee aus Bremen.
- epd, Kirche und Fernsehen, 10. November 1973 (W. Ruf): Nur ein Amoklauf.
- Funkkorrespondenz, 14. November 1973 (C. Zytur): Leichtgewichtige Mordgeschichte.